# Cleopatra Euridice

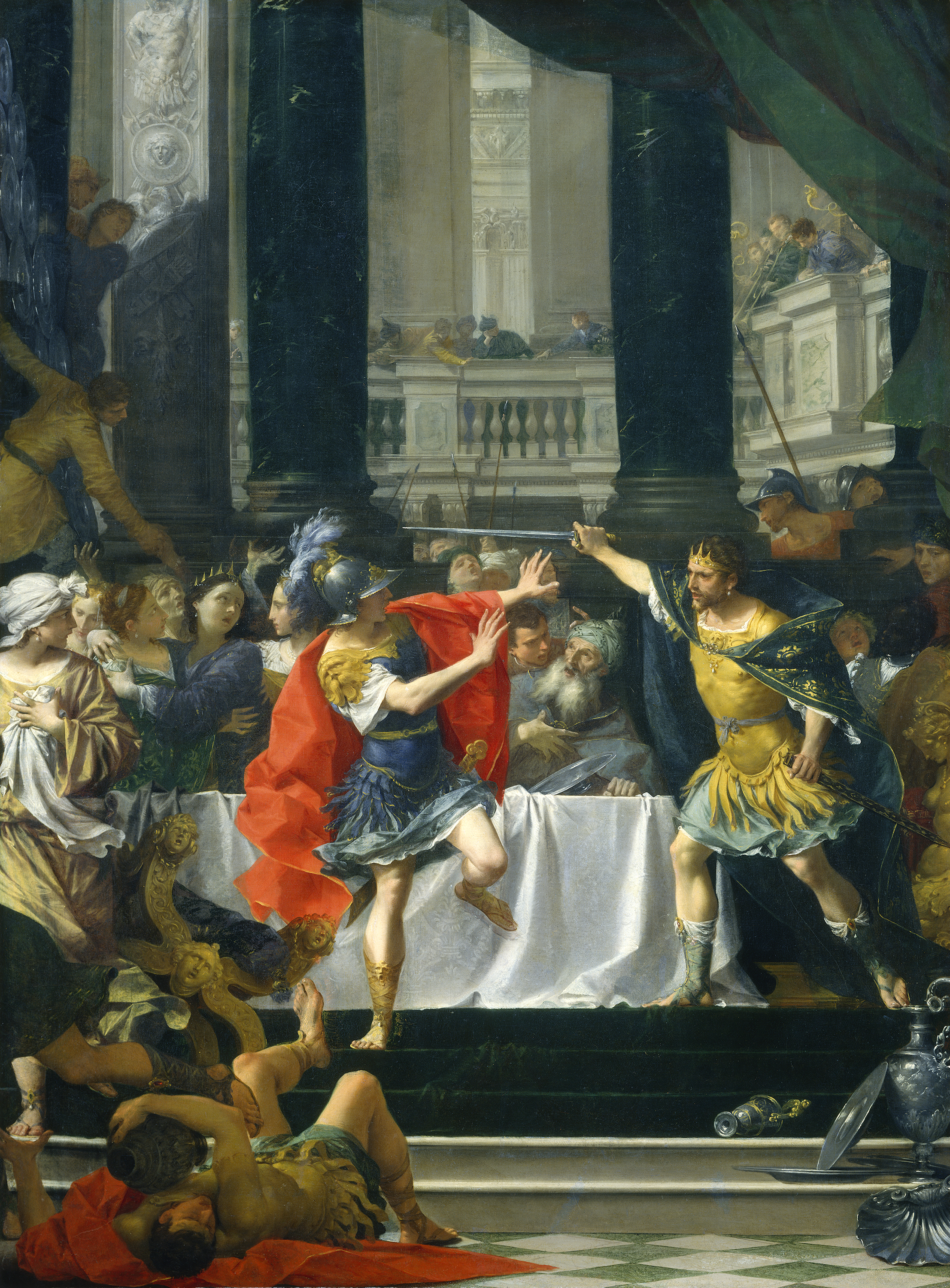
Litigio di Alessandro e Filippo II in occasione delle nozze di Filippo e Cleopatra Euridice (alla sinistra di Alessandro)

Euridice, nata Cleopatra (in greco antico: Κλεοπάτρα Ευρυδίκη?, Kleopàtra Eurydìke; prima del 338/337 a.C. – Pella, dopo il 336 a.C.), è stata una nobile macedone antica, nipote del generale Attalo e ultima delle sette mogli di Filippo II di Macedonia.

## Biografia
Cleopatra, in giovanissima età, sposò Filippo nel 338 o 337 a.C. In seguito alle nozze, le fu dato il nome di Euridice. Sebbene Filippo fosse poligamo, questo suo nuovo matrimonio sconvolse profondamente Olimpiade d'Epiro, la quarta e principale moglie, visto che il diritto al trono del figlio Alessandro fu messo in discussione. I timori di Alessandro e Olimpiade furono in qualche modo confermati al banchetto nuziale, quando Attalo, zio della sposa, si augurò in un brindisi che gli dei potessero presto concedere alla Macedonia un erede legittimo, in quanto entrambi gli sposi erano macedoni. Alessandro, comprensibilmente, si infuriò. Plutarco ci riporta la sua risposta ad Attalo: dopo averlo insultato, gli avrebbe domandato «E io cosa sarei, un bastardo?». Filippo si offese molto del trattamento riservato da suo figlio allo zio della sposa e fece per scagliarsi contro Alessandro, ma scivolò su una pozza di vino. Alessandro lo schernì pubblicamente: «Guardatelo, amici, colui che si accingeva a conquistare l'Asia! A furia di passare da un letto all'altro è andato a gambe all'aria!».
Per sottrarsi all'ira del padre, Alessandro fuggì con la madre a Dodona, in Epiro, dove regnava il fratello di lei, Alessandro d'Epiro. Qui restò pochi giorni, prima di continuare verso l'Illiria, dove trovò rifugio da un re locale. Filippo, tuttavia, decise di perdonare molto presto il figlio, che richiamò a Pella dopo appena sei mesi.
Nell'estate di quell'anno, il 336 a.C., mentre si trovava a Ege, la capitale ancestrale del regno macedone, per assistere al matrimonio di sua figlia Cleopatra con lo zio Alessandro d'Epiro, Filippo fu assassinato da una delle sue guardie, Pausania di Orestide, che fu quasi subito scoperto e ucciso da altre guardie del re, amiche di Alessandro. 

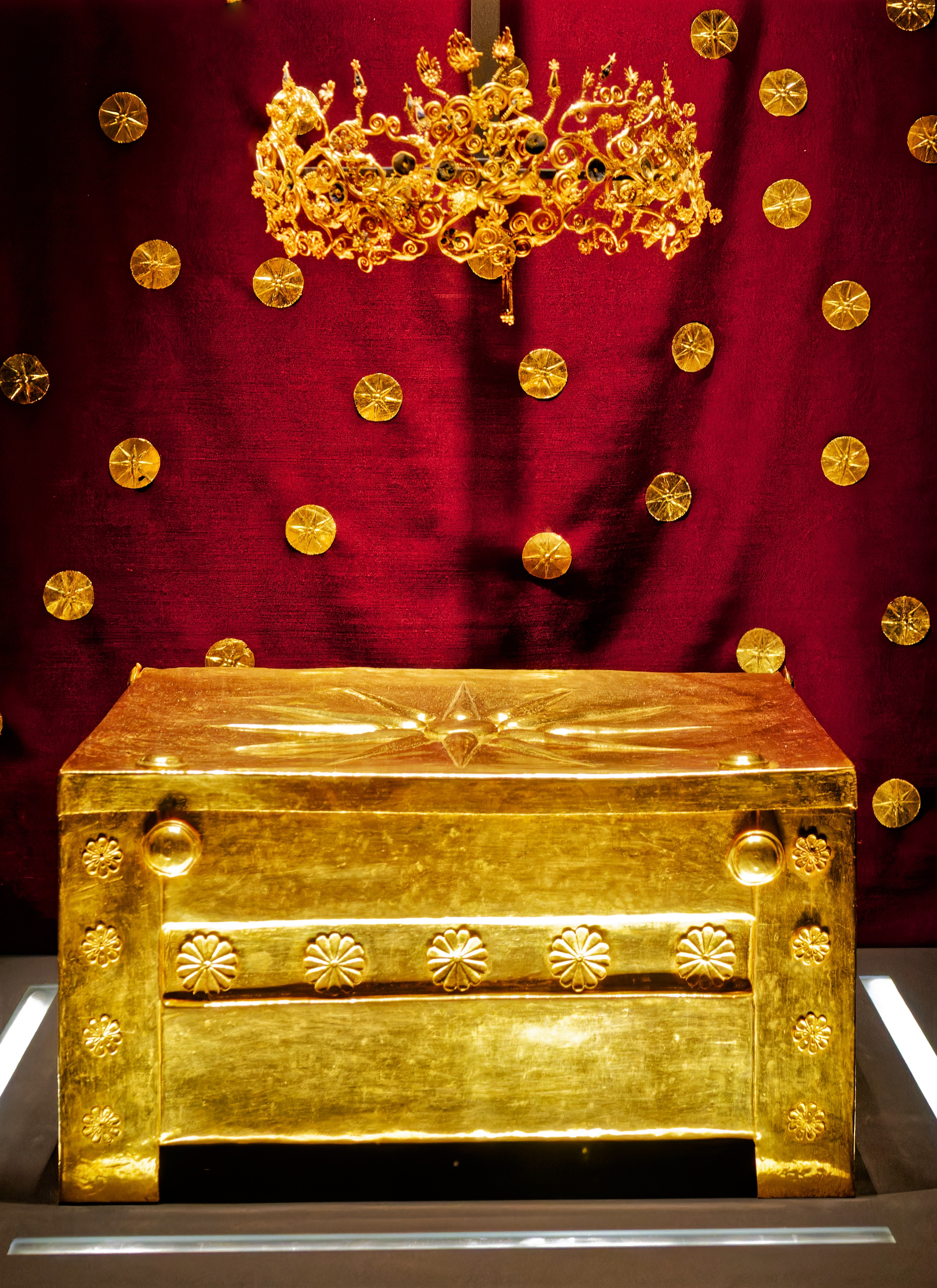
Ghirlanda funebre e urna d'oro di Meda di Odessa, in alternativa attribuita a Cleopatra Euridice o Euridice II, ritrovate nella sepoltura di Filippo II.

Secondo Marco Giuniano Giustino e Satiro di Callati, Cleopatra Euridice e Filippo ebbero due figli: Europa, una femmina, e Carano, un maschio.
Secondo gli storici antichi, dopo l'assassinio di Filippo, i piccoli Europa e Carano furono fatti uccidere da Olimpiade d'Epiro; in seguito, forse in conseguenza di questo fatto, Cleopatra Euridice si suicidò. Lo storico Peter Green è fermamente convinto del fatto che fu Alessandro a decidere la morte di Carano, in quanto ne temeva la "legittimità", ma che l'uccisione di Europa e Cleopatra Euridice siano da attribuirsi ad una vendetta di Olimpiade. Con probabilità, Cleopatra Euridice si tolse la vita dopo la morte dei suoi figli.